# Zachycování dešťové vody

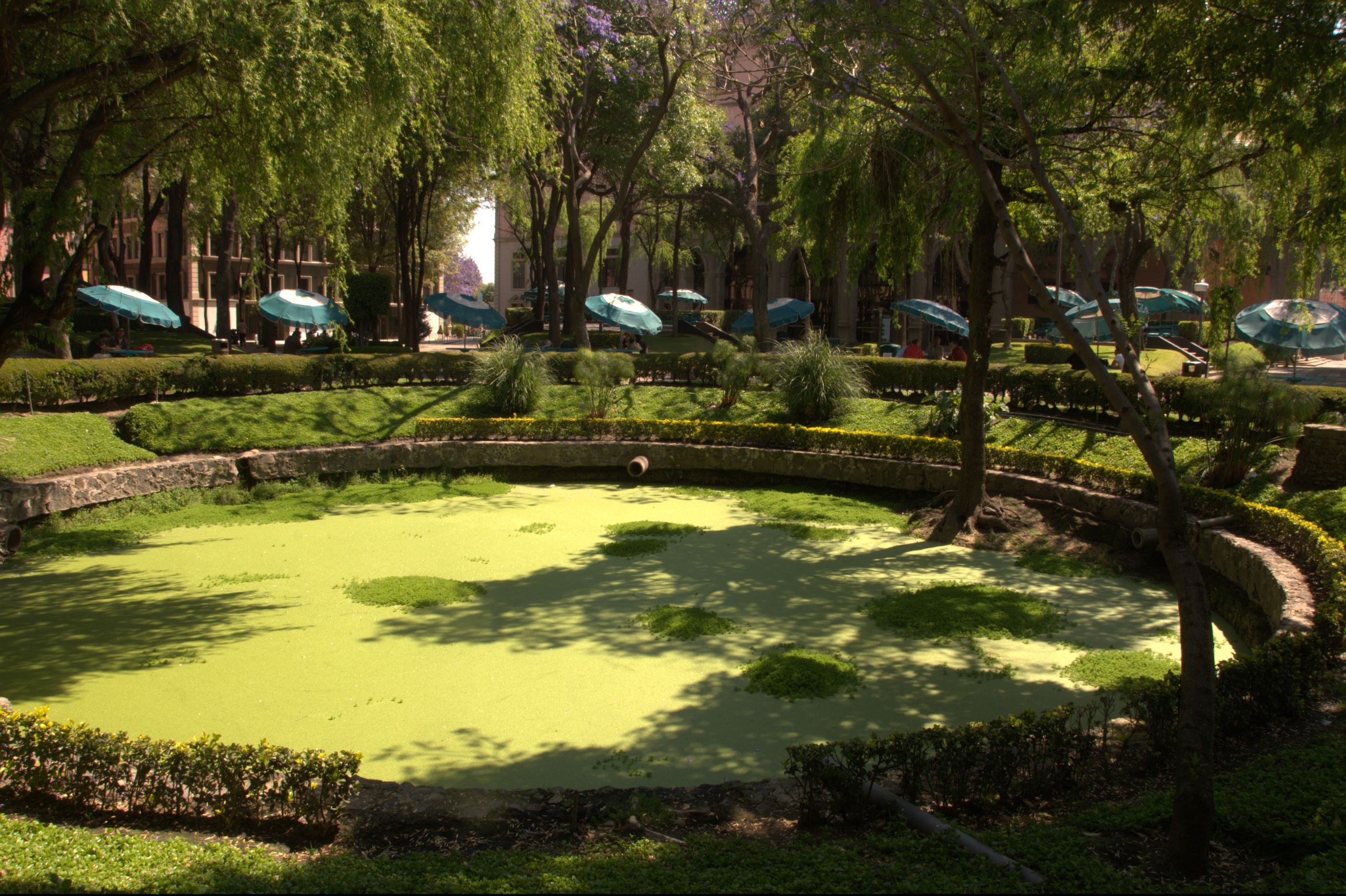
Systém zachycování a skladování dešťové vody, kampus v Mexico City, Institut technologie a vyššího vzdělávání v Monterrey

Zachycování dešťové vody je termín používaný pro shromažďování a uchovávání dešťové vody namísto jejího odtoku. Dešťová voda se shromažďuje z povrchu jako jsou střechy či nepropustné povrchy a je svedena do nádrží, cisteren, hlubokých jímek (studny, šachty nebo vrty), do vodonosných vrstev nebo do nádrží se vsakováním, aby se vsakovala a obnovovala zásoby podzemní vody. Rosu a mlhu lze také zachycovat pomocí sítí nebo jiných nástrojů. Zachycování dešťové vody se liší od zachycování přívalové vody, protože odtok se obvykle shromažďuje ze střech a jiných povrchů za účelem uskladnění a následného opětovného využití. Mezi způsoby její využití patří zavlažování zahrad, napájení hospodářských zvířat, zavlažování, domácí použití (s případnou vhodnou úpravou), ba i chlazení větracího vzduchu. Sebranou vodu lze také předat k dlouhodobému skladování nebo doplňování podzemních vod.
Sběr dešťové vody je jednou z nejjednodušších a nejstarších metod samozásobení domácností vodou, která se v Indii a dalších zemích používá již mnoho tisíc let. Instalace mohou být navrženy pro různá měřítka, od domácností přes čtvrti a obce, a mohou být navrženy i tak, aby sloužily institucím, jako jsou školy, nemocnice a další veřejná zařízení.

## Odtok dešťové vody
Rychlost infiltrace vody (a jiných kapalin, v případě tání sněhu) do příslušného podloží se označuje a měří pomocí infiltrační rychlosti. Její hodnota závisí na již existujícím nasycení příslušné půdy a také na jejích chemických, fyzikálních, biologických a mechanických vlastnostech. V zemědělství má na pórovitost půdy značný vliv způsob obdělávání půdy a příslušná výsadba. Obdělávání půdy velkými, a tedy těžkými stroji podporuje její zhutnění. Určitou roli hraje také osídlení živými organismy: žížaly, které se vyskytují ve velkém množství, do značné míry kypří svrchní vrstvu půdy. Ve vinicích podporuje vytváření příčných rýh retenční schopnost více či méně svažitých pozemků. Čím nižší je absorpční schopnost půdy, tím rychleji dochází k povrchovému odtoku při přívalových srážkách.
Voda, která neprosákne, se shromažďuje v prohlubních. Pokud se přeplní, voda dále odtéká po terénu do dalšího nižšího místa. V závislosti na teplotě, slunečním záření a rychlosti větru se část vody vypaří.
V případě zpevněných nebo uzavřených povrchů je podíl infiltrace malý (za určitých okolností se voda odpařuje při nízkých srážkách). Většina vody odtéká víceméně zcela po terénu. Při odvodňování komunikací mimo zastavěné oblasti je dešťová voda často odváděna přes krajnici přímo bokem do silničního příkopu nebo vsakovacího příkopu. Pokud to terénní podmínky nebo znečištění dešťové vody neumožňují, je voda odváděna dešťovými žlaby a uličními vpustěmi do dešťové kanalizace.
V tzv. oddílné stokové síti jsou dešťové vody v zastavěném území odváděny dešťovými žlaby a uličními vpustěmi do dešťové kanalizace, zatímco odpadní vody jsou odváděny samostatně do splaškové kanalizace. V silně znečištěných oblastech jsou dešťové nebo povrchové vody na rozdíl od běžného odvádění z důvodu vysoké míry znečištění (vysoce frekventované komunikace - hodnota DTV) odváděny rovněž do splaškové kanalizace.

## Aplikace

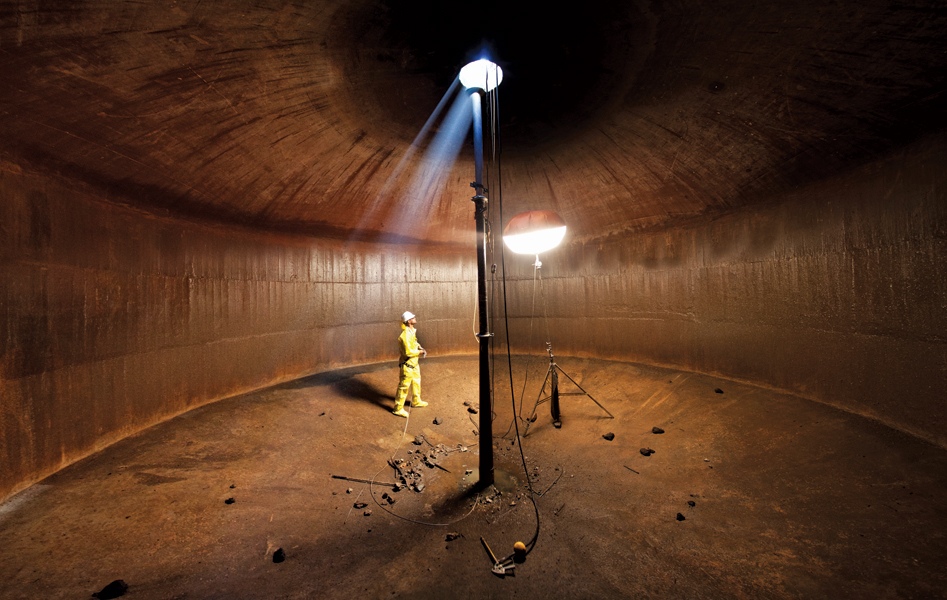
Nádrž na dešťovou vodu, čtvrť Mission, San Francisco, Kalifornie

### Domácí použití
Sběr dešťové vody ze střech slouží k zásobování pitnou vodou, užitkovou vodou, vodou pro hospodářská zvířata, vodou pro drobné zavlažování nebo na praní a k doplňování hladiny podzemních vod.

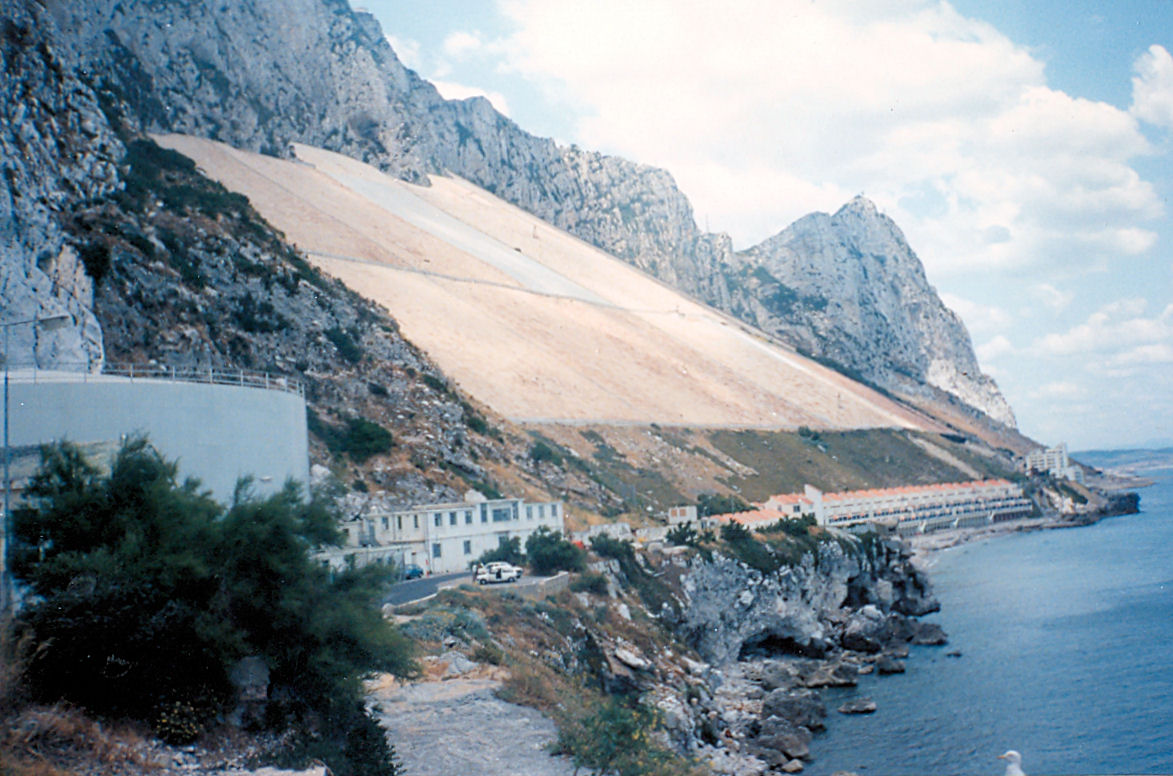
Zachycování dešťové vody na Gibraltaru

### Zemědělství
Pokud jde o městské zemědělství, sběr dešťové vody v městských oblastech snižuje odtok a záplavy. Bylo zjištěno, že kombinace městských „zelených“ střech se záchytnými zařízeními na dešťovou vodu snižuje teplotu v budovách o více než 1,3 °C. Sběr dešťové vody ve spojení s městským zemědělstvím je dobrý způsob, jak přispět k naplnění Cílů udržitelného rozvoje OSN v oblasti čistších a udržitelných měst, zdraví a blahobytu a zabezpečení potravin a vody (Cíl udržitelného rozvoje č. 6). Technologie jsou k dispozici, je však třeba je přepracovat, aby se voda využívala efektivněji, zejména v městském prostředí.
Keňa úspěšně využívá dešťovou vodu pro toalety, praní a zavlažování. Od roku 2016, kdy byl v zemi přijat zákon o vodě, se Keňa prioritně zaměřila na regulaci svého zemědělství. Také v některých oblastech Austrálie se využívá dešťová voda k vaření a pití. Studie provedené Stoutem a kol. zkoumající proveditelnost v Indii zjistily, že zachycování dešťové vody se nejvýhodněji využívá k zavlažování v malém měřítku, které zajišťuje příjem z prodeje produktů, a přepad se používá k doplňování podzemních vod.
Výzkumy v pěti karibských zemích ukázaly, že zachycování a skladování dešťové vody pro pozdější využití je schopno výrazně snížit riziko ztráty části nebo celé roční úrody z důvodu nedostatku půdy nebo vody. Kromě toho by se snížila rizika spojená se záplavami a erozí půdy v období vysokých srážek. Největší prospěch ze zachycování dešťové vody by mohli mít drobní zemědělci, zejména ti, kteří hospodaří na svazích, protože jsou schopni zachytit odtok a snížit účinky půdní eroze.
Mnoho zemí, zejména těch v suchých oblastech, využívá sběr dešťové vody jako levný a spolehlivý zdroj čisté vody. Pro zlepšení zavlažování v suchém prostředí se budují tzv. svejly, které zachycují dešťovou vodu a zabraňují jejímu stékání po kopcích a svazích. I v obdobích s malým množstvím srážek se shromažďuje dostatek vody pro růst plodin. Vodu lze shromažďovat ze střech, lze stavět přehrady a rybníky, které zadržují velké množství dešťové vody, takže i ve dnech, kdy je srážek málo nebo žádné, je k dispozici dostatek vody pro zavlažování plodin.

### Průmysl
Sběr dešťové vody byl aplikován na velodromu v Londýně, v Olympijském parku postaveném pro OH 2012 s cílem zvýšit udržitelnost zařízení. Podle odhadů se snížila potřeba pitné vody v parku o 73 %. Přesto bylo shledáno, že sběr dešťové vody je méně efektivním využitím finančních prostředků ke zvýšení udržitelnosti než program recyklace černé vody v parku.

## Technologie
Hospodaření se srážkovou vodou pomocí retenčních nádrží sloužilo tradičně k ochraně před přívalovými vodami (např. přívalová povodeň či déšť). Optimalizované řízení v reálném čase však umožňuje využít tuto infrastrukturu i jako zdroj sběru dešťové vody, aniž by byla ohrožena stávající kapacita retenčních nádrží. Toho bylo využito například v ústředí EPA k odčerpání uložené vody před přívalovými dešti, čímž se snížil průtok za mokrého počasí a zároveň se zajistila dostupnost vody pro pozdější opětovné využití. Výhodou je zvýšení kvality vypouštěné vody a snížení objemu vody vypouštěné při kombinovaných kanalizačních přepadech.
Dobrou praxí je také hrazení vodních toků malými hrázemi, aby se zvýšilo vsakování povrchové vody do podložních vrstev. Tak lze rychle doplnit místní vodonosné vrstvy a plně využít dostupnou povrchovou vodu pro využití v období sucha.

### Zachytávání vody z budov
Současné systémy k zachytávání dešťové vody z budov se skládají z těchto základních částí:
- zachytávání,
- filtrace,
- akumulace,
- čerpání.[16]

V podmínkách Česka se k zachytávání vody ze střech většinou využívají současné systémy okapů. Před odvedením vody do nádrže je třeba vodu přefiltrovat, aby se zachytily hrubé nečistoty. Tyty filtry jsou buď přímo v okapovém svodu, ve svodovém potrubí, nebo jsou vestavěny do nádrže.
Nádrže na akumulaci vody se umisťují buď do sklepa, nebo na zahradu. Venkovní nádrže mohou být buď nadzemní, nebo podzemní. V nádrži dochází k samočisticímu efektu, protože v ní vznikají aerobní bakterie. Vodu z nádrže je proto vhodné čerpat tzv. plovoucím odběrem, tedy sacím košem s plovákem.
Z nádrže je potom voda čerpána vhodným čerpadlem. Vodu lze využít na zalévání zahrady i domácích květin, splachování WC, mytí hrubých nečistot (vše co nepřichází přímo ke styku s potravinami) a také na praní (existují pračky, které umí pracovat zároveň s dešťovou a pitnou vodou).

### Sběr dešťové vody pomocí solárních panelů
Kvalitní vodní zdroje v blízkosti obydlených oblastí jsou stále vzácnější a pro spotřebitele dražší. Vedle solární a větrné energie je dešťová voda hlavním obnovitelným zdrojem každé země. Rozsáhlá oblast je každoročně pokrývána solárními fotovoltaickými panely ve všech částech světa. Solární panely lze také využít ke sběru většiny dešťové vody, která na ně dopadá, a jednoduchými filtračními a dezinfekčními procesy lze vyrábět kvalitní pitnou vodu bez bakterií a suspendovaných látek, protože dešťová voda má velmi nízkou salinitu. Využití dešťové vody pro výrobky s přidanou hodnotou, jako je balená pitná voda, činí solární fotovoltaické elektrárny ziskovými i v oblastech s vysokými srážkami/oblačností díky zvýšeným příjmům z výroby pitné vody s přidanou hodnotou. Také efektivní sběr dešťové vody do již vykopaných studní je velmi účinný při zvyšování hladiny podzemních vod, jak se ukázalo v Indii.

## Zachycování vody zdravou půdou
Abychom předešli velkým vodám po přívalových deštích, které se mohou nasčítat na velkých plochách polí, je třeba hledět i na stav zemědělské půdy. Na zadržování vody v půdě má velký vliv její obdělávání. Šetrnější hospodaření, než jaké volí konvenční zemědělství, zanechává půdu více pórovitou, kde pak vzniká prostor pro kapénky vody. Voda uložená v půdě je pak k dispozici plodinám na polích a zvyšuje tak výnos úrody. Pórovitost a celkovou strukturu zlepšuje také organická hmota, například ve formě kompostu.

## Výhody
Sběr dešťové vody pomáhá zajistit:
- nezávislé zásobování vodou v době regionálních omezení dodávek vody a ve vyspělých zemích se často používá jako doplněk k hlavnímu zásobování, a tak snižuje spotřebu pitné vody (splachování, zalévání zahrady, praní[21]);
- zmírnění záplavy v nízko položených oblastech nebo na nepropustných plochách;
- snížení nároků na studny, což může umožnit udržení hladiny podzemních vod;
- zvýšení dostupnosti vody v období sucha tím, že zvyšuje hladiny vyschlých vrtů a studní. Zásoby povrchové vody jsou snadno dostupné pro různé účely, čímž se snižuje závislost na podzemní vodě.
- Zlepšuje kvalitu půdy tím, že ředí zasolení.
- Je nákladově efektivní a snadno dostupná.
- Aplikace sběru dešťové vody v městském vodovodním systému přináší značný přínos jak pro subsystémy zásobování vodou, tak pro subsystémy odpadních vod, neboť snižuje potřebu čisté vody ve vodovodních rozvodech, snižuje množství generované dešťové vody v kanalizačních systémech[22] a snižuje množství vody z přívalových dešťů znečišťující sladkovodní toky a nádrže.

Velké množství prací se zaměřilo na vývoj metodiky hodnocení životního cyklu a jeho kalkulace za účelem posouzení úrovně dopadů na životní prostředí a finančních prostředků, které lze ušetřit zavedením systémů zachycování dešťové vody. Devkota et al.  vypracovali takovou metodiku pro sběr dešťové vody a zjistili, že konstrukce budovy (např. rozměry) a funkce (např. vzdělávací, obytná atd.) hrají rozhodující roli v environmentální výkonnosti systému.

### Nezávislé zásobování vodou
Systém sběru dešťové vody poskytuje nezávislé zásobování vodou v době omezení dodávek vody. V oblastech, kde je čistá voda drahá nebo obtížně dostupná, představuje sběr dešťové vody zásadní zdroj čisté vody. Ve vyspělých zemích se dešťová voda často sbírá spíše jako doplňkový zdroj vody než jako hlavní zdroj, ale sběr dešťové vody může také snížit náklady domácnosti na vodu nebo celkovou úroveň její spotřeby. Dešťová voda je pitná, pokud ji konzumenti před pitím ještě upraví. Převaření vody pomáhá ničit choroboplodné zárodky. Běžným postupem je také přidání dalšího doplňku do systému, například odvaděče první vody, která se dostane do systému, aby se zabránilo kontaminaci vody.

### Doplnění v době sucha
Při výskytu sucha lze využít dešťovou vodu nasbíranou v minulých měsících. Pokud je deště málo, ale zároveň je nepředvídatelný, může být použití systému na sběr dešťové vody rozhodující pro zachycení deště, když zaprší. Mnoho zemí se suchým prostředím využívá sběr dešťové vody jako levný a spolehlivý zdroj čisté vody. Pro zlepšení zavlažování v suchém prostředí se budují hřebeny půdy, které zachycují dešťovou vodu a zabraňují jejímu stékání po svazích. I v obdobích s malým množstvím srážek se tak shromažďuje dostatek vody pro růst plodin. Vodu lze sbírat ze střech a lze vybudovat nádrže, které pojmou velké množství dešťové vody.

### Praní a dešťovka
Jedno z využití, které má potenciál šetřit finance i životní prostředí je praní v dešťové vodě. Dle výzkumu
Joanny Struk-Sokołowska a kol. byla dešťová voda potvrzena jako vhodná pro praní. I po jejím uskladnění v uzavřené podzemní cisterně je vhodná k použití na praní, její kvalita se mění v rámci bezpečných mezí. Je zde však nutná nízká teplota při uskladnění. Provedený experiment a získané výsledky ukazují, že dezinfekce není nutná. Svojí nižší tvrdostí dochází k šetření pracích prostředků, protože v takovém případě je možné menší dávkování.

### Nákladová efektivita
Ačkoli standardní systémy zachycování dešťové vody mohou poskytnout zdroj vody rozvojovým regionům, které se potýkají s chudobou, průměrné náklady na zřízení těchto systémů mohou být vysoké v závislosti na typu použité technologie. Vládní pomoc a nevládní organizace mohou komunitám, které čelí chudobě, pomoci tím, že jim poskytnou materiály a vzdělání potřebné k vývoji a údržbě zachycovacích systémů
Některé studie ukazují, že sběr dešťové vody je široce použitelným řešením nedostatku vody a dalších víceúčelových využití díky své nákladové efektivitě a ekologičnosti. Výstavba nových rozsáhlých centralizovaných systémů zásobování vodou, jako jsou přehrady, je náchylná k poškození místních ekosystémů, vytváří externí sociální náklady a má omezené využití, zejména v rozvojových zemích nebo chudých komunitách. Na druhou stranu je řadou studií ověřeno, že instalace systémů na sběr dešťové vody poskytuje místním komunitám udržitelný zdroj vody, který je doprovázen dalšími různými výhodami, včetně ochrany před povodněmi a kontroly odtoku vody, a to i v chudých regionech. Systémy na sběr dešťové vody, které nevyžadují rozsáhlou výstavbu nebo pravidelnou údržbu prováděnou profesionály mimo komunitu, jsou šetrnější k životnímu prostředí a je pravděpodobnější, že budou místním lidem sloužit delší dobu.Systémy na sběr dešťové vody, které by mohli instalovat a udržovat místní lidé tak mají větší šanci, že je přijme a bude využívat více lidí.
Využití technologií na jednotlivých místech může snížit investiční náklady na shromažďování dešťové vody. Lokální sběr dešťové vody může být proveditelnou možností pro venkovské oblasti, protože k jeho výstavbě je zapotřebí méně materiálu. Může poskytnout spolehlivý zdroj vody, který lze využít k rozšíření zemědělské produkce. Nadzemní nádrže mohou shromažďovat vodu pro domácí použití, avšak pro chudé lidi mohou být tyto nádrže cenově nedostupné.

## Omezení
Zachytávání dešťové vody je široce používanou metodou skladování dešťové vody v zemích, které se vyznačují suchem. Několik výzkumů stanovilo a vyvinulo různá kritéria a techniky pro výběr vhodných míst pro zachycování dešťové vody. V rámci některých výzkumů byla určena a vybrána vhodná místa pro potenciální vybudování přehrad a také odvozen nástroj pro tvorbu modelů v aplikaci ArcMap 10.4.1. Model kombinoval několik parametrů, jako je sklon, odtokový potenciál, pokrytí/využití půdy, uspořádání toku, kvalita půdy a hydrologie, aby určil vhodnost místa pro sběr dešťové vody.
Sebraná voda ze systémů zachycování dešťové vody může být minimální během podprůměrných srážek v suchých městských oblastech, jako je Středomoří. Systémy jsou užitečné pro rozvojové oblasti, protože shromažďují vodu pro zavlažování a domácí účely. Shromážděná voda by však měla být vhodně filtrována, aby byla zajištěna nezávadnost pro pití.

### Kvalita sběru vody
Zatímco dešťová voda je sama o sobě čistým zdrojem vody, proces sběru a skladování často zanechává vodu znečištěnou a nevhodnou k pití. Dešťová voda získaná ze střech může obsahovat lidské, zvířecí a ptačí výkaly, mechy a lišejníky, prach roznášený větrem, pevné částice ze znečištění měst, pesticidy a anorganické ionty z moře (Ca, Mg, Na, K, Cl, SO4) a rozpuštěné plyny (CO2, NOx, SOx). V Evropě byly v dešťové vodě zjištěny vysoké koncentrace pesticidů, přičemž nejvyšší koncentrace se vyskytují při prvním dešti bezprostředně po období sucha; koncentrace těchto a dalších kontaminantů se výrazně snižuje odkloněním počátečního toku odtékající vody do odpadu. Zlepšení kvality vody lze dosáhnout také použitím plovoucího odběrového mechanismu (nikoliv ze dna nádrže) a použitím řady nádrží, přičemž se odebírá z poslední v řadě. Předfiltrace je běžnou praxí používanou v průmyslu, která udržuje systém zdravý a zajišťuje, že voda vstupující do nádrže neobsahuje velké sedimenty.
Velmi zajímavý koncept sběru dešťové vody a jejího čištění pomocí sluneční energie pro pitné účely venkovských domácností vyvinul Nimbkarský zemědělský výzkumný ústav.
Z koncepčního hlediska by měl systém zásobování vodou odpovídat kvalitě vody pro koncového uživatele. Ve většině vyspělých zemí se však pro všechny konečné účely používá vysoce kvalitní pitná voda. Tento přístup znamená plýtvání penězi a energií a zbytečné dopady na životní prostředí. Dodávání dešťové vody, která prošla předběžnými filtračními opatřeními, pro nepitné účely, jako je splachování toalet, zavlažování a praní, může být významnou součástí strategie udržitelného hospodaření s vodou.

## Výzkum
S podporou Jihoafrické komise pro výzkum vody studie potvrdily v suchých, polosuchých a vlhkých oblastech, že techniky, jako je mulčování, hloubení jamek, hřebenování a modifikované pozemky s výběhem, jsou účinné pro malou rostlinnou výrobu.

## Praxe v České republice
Stát v České republice umožňuje lidem zažádat si o příspěvek k zachycování a využívání dešťové vody. V minulosti bylo možné zažádat si o tzv. dotaci Dešťovka s variantami využití na akumulaci vody pro zálivku zahrady a splachování WC nebo i využití přečištěné odpadní vody s možným využitím srážkové vody. Od roku 2021 je možné získat příspěvek v rámci dotací Nová zelená úsporám. Zažádat si mohou vlastnící, stavebníci či nabyvatelé rodinných domů, vlastníci řadových domů a příspěvkové organizace zřízené územními samosprávnými celky.
V nabídce jsou jak nadzemní, tak i podzemní nádrže na dešťovou vodu. Ty, které uchovají vodu ve tmě a v chladnu, tak předcházejí jejímu rychlejšímu kažení a případnému množení hmyzu (např. komárů).

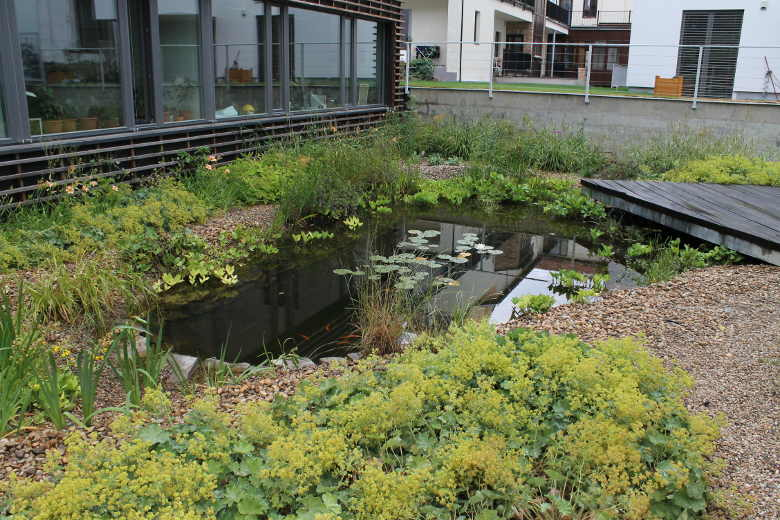
Kořenová čistírna v Otevřené zahradě v Brně

### Otevřená zahrada v Brně
V centru Brna se nachází Otevřená zahrada, která je využívána pro vzdělávací i zábavní účely a využívá několik opatření k zachycování dešťové vody. Je to například zelená střecha pasivního domu (zpomaluje odtok), podzemní akumulační nádrže (po přečištění a dezinfekci je využita pro splachování toalet a zavlažování zahrad) a kořenová čistírna (zadržení vody a čištění odpadních vod z budovy). Při nedostatku dešťové vody doplňují nádrž vodou ze studny a tak doplňují svoje hospodaření s vodou v době sucha.

### BB centrum Delta - Praha Michle

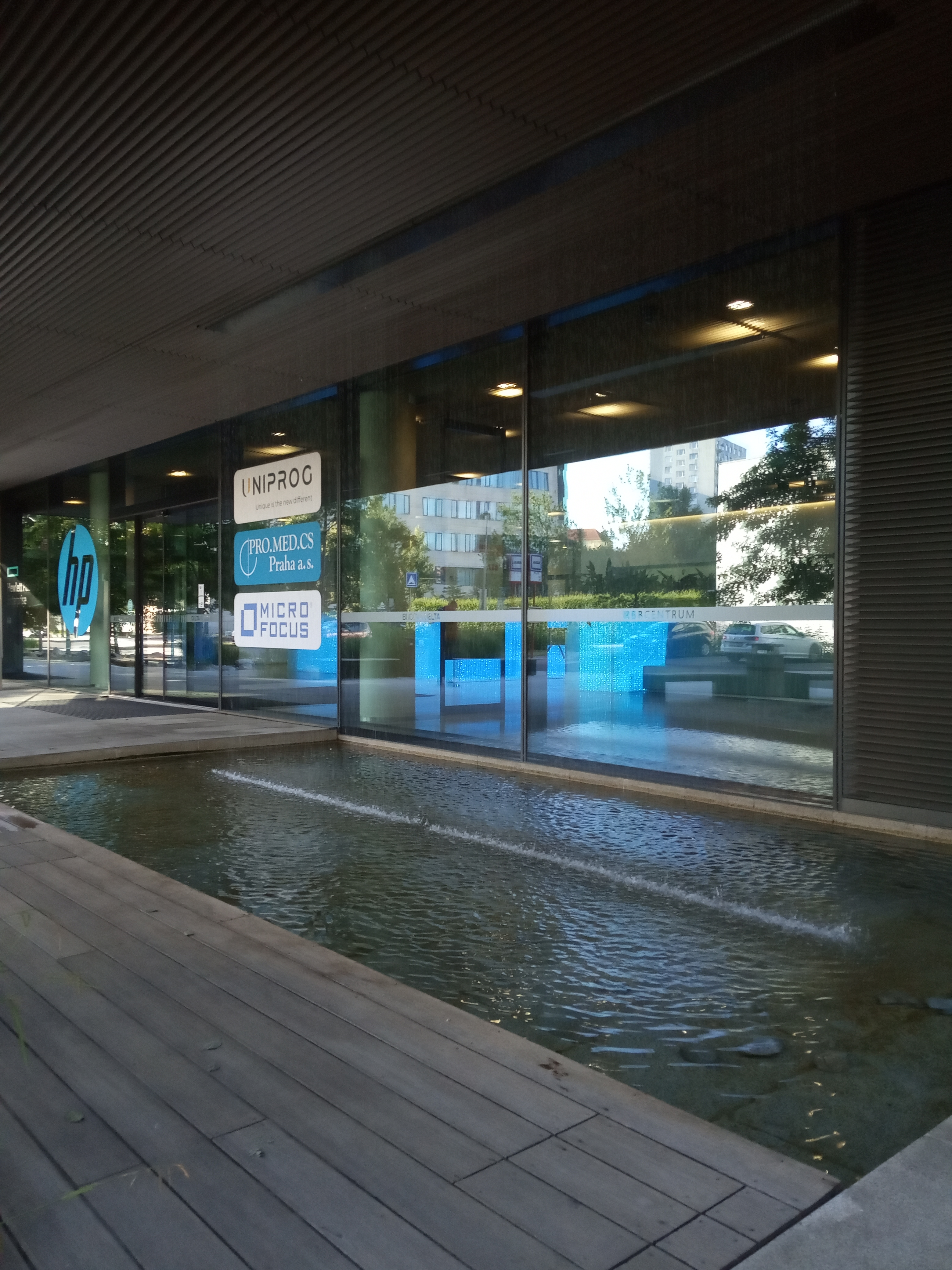
Vodní prvek u vchodu budovy Delta v Praze

Jednou z budov komplexu kancelářských prostor je budova Delta. Získala certifikát udržitelnosti BREEAM a disponuje například střešní ozeleněnou terasou. Dešťová voda je vedena potrubím a nad vchodem tvoří vodní prvek ve formě vodopádu a padá do retenční nádrže. Pod ní je umístěna ještě jedna nádrž, kde má se voda možnost přirozeně odpařovat. Pak je postupně vypouštěna do dešťové kanalizace.

## Příklady z různých zemích

### Chorvatsko
Dešťová voda, chorvatsky kišnica, je odjakživa zachytávána a využívána v krasových oblastech Středomoří. Leckde jako jediná dostupná voda kromě mořské. Dosud je jako základní zdroj užívána hlavně na malých ostrovech Dalmácie, ale i v Egejském moři. V jižní polovině chorvatského souostroví, kde je v létě málo srážek a naopak hodně turistů, bývají obecní i privátní cisterny doplňovány z cisternových lodí. I když na větší ostrovy vede obvykle potrubí z pevniny, dešťová voda v cisternách u jednotlivých domů i obecních slouží jako záloha při poruchách dálkového zásobování i jako mnohem levnější zdroj vody. Více viz texty v chorvatštině, např. prezentace Voda na hrvatskim otocima  (2016) a historický přehled Opskrbljivanje stanovništva otoka Suska pitkom vodom  (2002).

### Kanada
Tento text je výňatkem původního článku na anglické Wikipedii Rainwater harvesting in Canada.

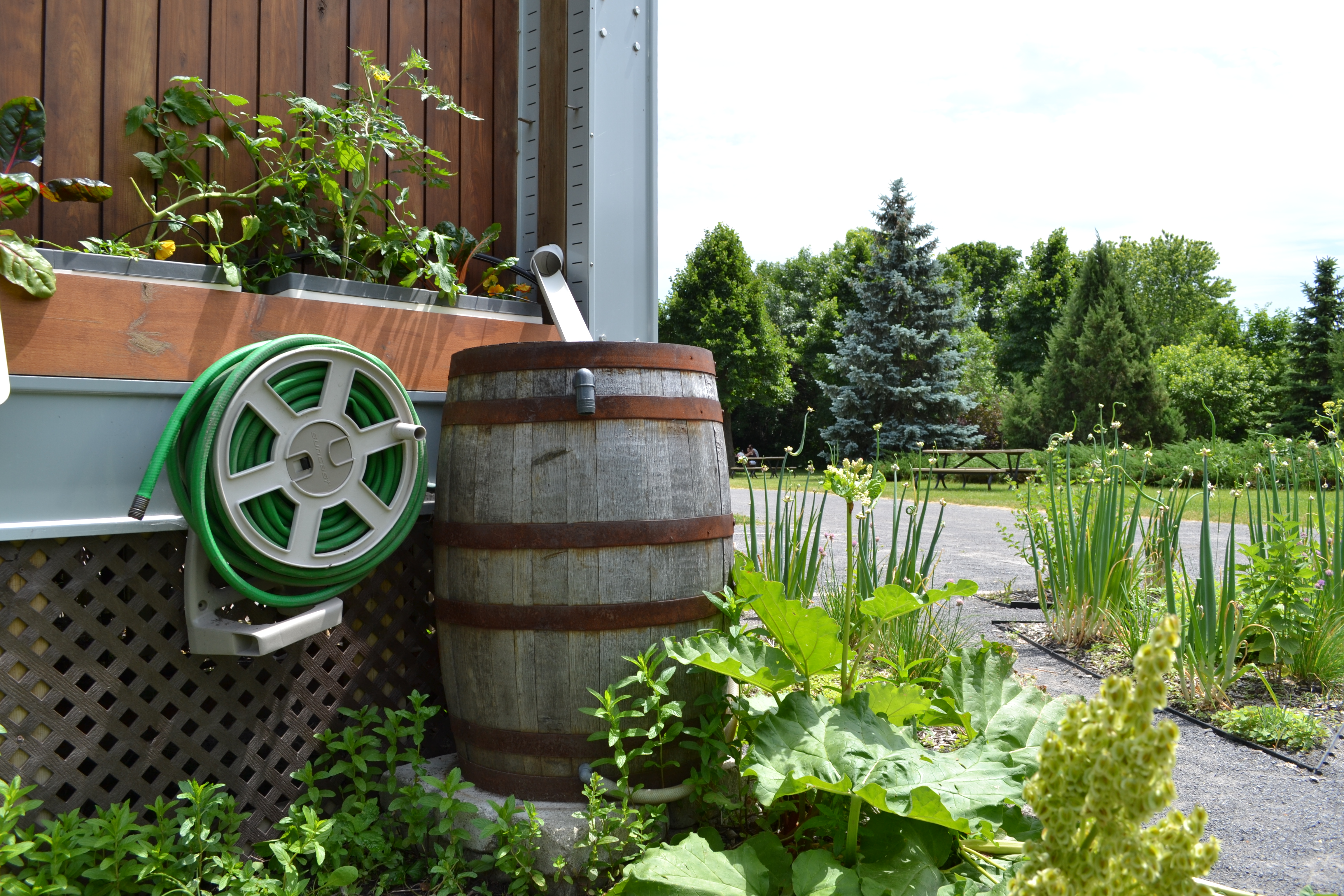
Malá nádrž na sběr dešťové vody v Quebecu.

Sběr dešťové vody se stává postupem, který mnoho Kanaďanů začleňuje do svého každodenního života, ačkoli údaje neuvádějí přesná čísla o realizaci. Kromě nízkých nákladů je sběr dešťové vody užitečný pro zavlažování krajiny. Mnoho Kanaďanů začalo zavádět systémy sběru dešťové vody pro využití při snižování odtoku z přívalových srážek, zavlažování, praní prádla a instalaci toalet. Pro regulaci práv a využití zachycené dešťové vody existují provinční a obecní právní předpisy. Podstatná reforma kanadských zákonů od poloviny roku 2000 zvýšila využívání této technologie v zemědělství, průmyslu a v obytných domech, ale v mnoha provinciích přetrvává mezi právními předpisy nejednoznačnost. Zachytávání dešťové vody často upravují předpisy a místní obecní řády.
V Kanadě vzniklo několik organizací a společností, které poskytují vzdělávání, technologie a instalace pro sběr dešťové vody. Patří mezi ně Canadian Association for Rainwater Management (CANARM),Canadian Mortgage and Housing Corporation (CMHC) a CleanFlo Water Technologies. CANARM je sdružení, jehož prioritou je vzdělávání, školení a šíření osvěty pro ty, kteří vstupují do odvětví sběru dešťové vody.

### Indie
Tento text je výňatkem původní pasáže Rainwater harvesting v článku na anglické Wikipedii Water supply and sanitation in India.
Tamilnádu byl prvním státem, který zavedl povinné zachytávání dešťové vody u každé budovy, aby se zabránilo vyčerpání podzemních vod. Projekt byl zahájen v roce 2001. Pravidla se sice liší, ale Pune, Bombaj a Bangalore mají pravidla pro povinný sběr dešťové vody. V Bombaji byla vytvořena pravidla pro sběr dešťové vody, ale nejsou dobře vymáhána. V Rádžasthánu se sběrem dešťové vody tradičně zabývají obyvatelé pouště Thar. V současnosti bylo v Rádžasthánu oživeno mnoho (prý) starobylých systémů sběru vody, mezi které patří systém sběru vody chauka z okresu Džajpur.

### USA
Tento text je výňatkem původního článku na anglické Wikipedii Water supply and sanitation in the United States, část Rainwater harvesting.
Ve Spojených státech amerických až do roku 2009 v Coloradu zákony o vodních právech téměř zcela omezovaly sběr dešťové vody; majitel nemovitosti, který zachycoval dešťovou vodu, byl považován za člověka, který ji kradl těm, kteří mají právo vodu z povodí odebírat. Nyní mohou majitelé obytných nemovitostí, kteří splňují určitá kritéria, získat povolení k instalaci střešního systému na zachycování srážek (SB 09-080). Hlavním faktorem, který přesvědčil coloradský zákonodárný sbor ke změně zákona, byla studie z roku 2007, která zjistila, že v průměrném roce se 97 % srážek spadlých v okrese Douglas na jižním předměstí Denveru nikdy nedostane do toku - využijí je rostliny nebo se vypaří na zemi. Zachytávání dešťové vody je povinné pro nové obytné domy v Santa Fe v Novém Mexiku. Texas nabízí osvobození od daně z prodeje při nákupu zařízení na zachytávání dešťové vody. Texas i Ohio povolují tuto praxi i pro pitné účely. Oklahoma přijala v roce 2012 zákon Water for 2060, který podporuje pilotní projekty využívání dešťové a šedé vody, mimo jiné techniky úspory vody.

## Další země
- Uganda: V Ugandě se sběr dešťové vody používá již mnoho let na podporu zabezpečení vody v domácnostech a komunitách. Pravidelná údržba je u stávajících zařízení trvalým problémem a existuje mnoho příkladů zařízení, která selhala kvůli špatné údržbě. Výzkum také ukázal, že povědomí o zachytávání dešťové vody a o tom, jak se dostat k potřebným zdrojům pro realizaci systémů, se v ugandské společnosti liší[57].

- V Thajsku má zadržování dešťové vody velký význam (v 90. letech tak zásobeno asi 35 % obyvatel)[58]. Vláda zde v 80. letech 20. století sběr dešťové vody intenzivně podporovala. V 90. letech 20. století, poté, co se vyčerpaly vládní finanční prostředky na sběrné nádrže, vstoupil do hry soukromý sektor a poskytl soukromým domácnostem několik milionů nádrží, z nichž mnohé jsou využívány dodnes[59]. jedná se o jeden z největších příkladů samozásobení vodou na světě.

- Na Bermudách zákon vyžaduje, aby všechny nové stavby zahrnovaly sběr dešťové vody, který je pro obyvatele adekvátní[60].

- Na Novém Zélandu jsou na západě a jihu hojné srážky a v mnoha venkovských oblastech je sběr dešťové vody běžnou praxí, přičemž se využívá střešní voda odváděná výtokem do krytých 1000litrových nádrží, a to za podpory většiny místních zastupitelstev[61].

- Na Srí Lance je sběr dešťové vody oblíbenou metodou získávání vody pro zemědělství a pro pitné účely ve venkovských domácnostech. Legislativa na podporu sběru dešťové vody byla přijata prostřednictvím zákona o městském úřadu pro rozvoj (novela) č. 36 z roku 2007[62]. Iniciativu na Srí Lance vede The Lanka Rainwater Harvesting Forum[63].

## Historie
Výstavbu a používání cisteren k uchovávání dešťové vody lze vysledovat až do neolitu, kdy se ve vesnicích v Levantě, rozsáhlé oblasti v jihozápadní Asii, jižně od pohoří Taurus, ohraničené Středozemním mořem na západě, Arabskou pouští na jihu a Mezopotámií na východě, stavěly vodotěsné cisterny s vápennou omítkou v podlahách domů. Koncem roku 4000 př. n. l. byly cisterny základními prvky nově vznikajících technik hospodaření s vodou, které se používaly v suchozemském zemědělství.
V některých částech Jeruzaléma a celé Země izraelské bylo objeveno mnoho starobylých cisteren. Na místě, o němž se někteří domnívají, že se jedná o biblické město Aj (Khirbet et-Tell), byla objevena velká cisterna z doby kolem roku 2500 př. n. l., která měla objem téměř 1 700 m3 . Byla vytesána z pevné skály, obložena velkými kameny a utěsněna hlínou, aby neprotékala.
Řecký ostrov Kréta je také známý používáním velkých cisteren pro sběr a skladování dešťové vody v minojském období od roku 2 600 př. n. l. do roku 1 100 př. n. l.. Čtyři velké cisterny byly objeveny v Myrtos-Pyrgos, Archanes a Zakroeach. Cisterna nalezená v Myrtos-Pyrgos měla objem více než 80 m³ a pochází z roku 1700 př. n. l..
Kolem roku 300 př. n. l. využívaly zemědělské komunity v Balúčistánu (dnes se nachází v Pákistánu, Afghánistánu a Íránu) a v indickém Kútči sběr dešťové vody pro zemědělství a mnoho dalších účelů. sběrem dešťové vody se zabývali i čolští králové. Dešťová voda z chrámu Brihadeeswarar (který se nachází v Balaganpathy Nagar v indickém Thanjavuru) se shromažďovala v nádrži Shivaganga. V pozdějším období Čolů byla v okrese Cuddalore v Tamilnádu postavena nádrž Vīrānam (1011 až 1037 n. l.), která sloužila k uchovávání vody pro pitné a zavlažovací účely. Vīrānam je 16 km dlouhá nádrž se zásobní kapacitou 41 500 000 m3.
Shromažďování dešťové vody bylo běžné i v Římské říši. Zatímco římské akvadukty jsou dobře známé, běžně se používaly i římské cisterny, jejichž výstavba se rozšiřovala spolu s říší. Například v Pompejích byly střešní zásobárny vody běžné ještě před výstavbou akvaduktu v 1. století př. n. l. . Tato tradice pokračovala i v Byzantské říši; například Cisterna Jerabatan v Istanbulu.
Ačkoli je to málo známé, město Benátky bylo po staletí závislé na shromažďování dešťové vody. Laguna, která Benátky obklopuje, je slaná a nevhodná k pití. Starověcí obyvatelé Benátek zavedli systém sběru dešťové vody, který byl založen na uměle vytvořených izolovaných sběrných studnách. Voda prosakovala po speciálně navržené kamenné podlaze a byla filtrována vrstvou písku, poté se shromažďovala na dně studny. Později, když Benátky získaly území na pevnině, začaly vodu dovážet lodí z místních řek, ale studny se používaly i nadále a byly důležité zejména v době války, kdy mohl být přístup k vodě z pevniny zablokován nepřítelem.